# Diazona
Genre
Diazona est un genre de tuniciers de la famille des Diazonidae.

## Liste d'espèces
Selon World Register of Marine Species (6 mars 2012) :
- Diazona angulata Monniot & Monniot, 1996
- Diazona carnosa Monniot & Monniot, 1996
- Diazona chinensis (Tokioka, 1955)
- Diazona formosa Monniot & Monniot, 1996
- Diazona fungia Monniot & Monniot, 2001
- Diazona geayi Caullery, 1914
- Diazona labyrinthea Monniot & Monniot, 1996
- Diazona pedunculata Monniot & Monniot, 2001
- Diazona tenera Monniot & Monniot, 1996
- Diazona textura Monniot, 1987
- Diazona violacea Savigny, 1816